# 考德里 (科羅拉多州)
考德里（英語：Cowdrey）是位於美國科羅拉多州傑克遜縣的一個非建制地區。該地的面積和人口皆未知。

## 地理
考德里的座標為40°51′30″N 106°18′45″W / 40.85833°N 106.31250°W，而該地的平均海拔高度為2413米（即7917英尺）。